# Фаїз Суджуоглу
Фаїз Суджуоглу (27 серпня 1961 , Пафос, Пафос ) — політик Північного Кіпру, прем'єр-міністр самопроголошенної республіки Північного Кіпру 5 листопада 2021 — 12 травня 2022.

## Біографія
Суджуоглу народився у Полісі 27 серпня 1961 року.

Його батько Мехмет Саліх Суджуоглу (помер в 2018 році), обіймав посаду заступника міністра врегулювання питань на Північному Кіпрі.

Після закінчення Турецької середньої школи Нікосії здобув стипендію від уряду Німеччини для вивчення медицини в цій країні.
Здобув медичну освіту, навчаючись останні два роки на медичному факультеті Стамбульського університету.
Спеціалізувався з акушерства та гінекології у лікарні Зейнеп Каміл у Стамбулі, і працював там після завершення навчання до 1993 року, коли повернувся на Кіпр.
Згодом він відслужив військову службу і відкрив власну приватну клініку, де пропрацював 20 років

## Кар'єра
В 2011—2013 рр обіймав посаду голови секції району Лефкоша Партії національної єдності (UBP).
На виборах 2013 року був обраний до парламенту, представляючи Лефкошу від UBP.
В 2013 році обіймав посаду міністра туризму в уряді Кальонджу, а в 2016—2017 роках — міністра охорони здоров'я в уряді Озгюргюна.
В 2018 році був переобраний депутатом
.
Очолив UBP 31 жовтня 2021 року, набравши голоси 60,6 % членів партії.

Суджуоглу сформував коаліційний уряд з Демократичною партією і обяйняв посаду прем'єр-міністра 5 листопада 2021.
Його партія перемогла на парламентських виборах Північного Кіпру 2022.